# Belgische vlag (plant)
De Belgische vlag (Callianthe megapotamica, synoniem: Abutilon megapotamicum) is een soort uit de kaasjeskruidfamilie (Malvaceae).  De plant wordt in het Nederlands vaak Belgische vlag genoemd vanwege de rood-gele kleur van de bloemen. Daarnaast wordt in de handel de naam Chinese hennep gebruikt.

## Beschrijving
De planten zijn struiken die tot 2,5 meter hoog kunnen worden, met bladeren van 5-8 centimeter lang, eirond tot ondiep drielobbig.  De bladeren zijn vanuit de hartvormige basis smal driehoekig toegespitst of soms zwak drielobbig en hebben een grofgezaagde rand. De bladeren zijn afwisselend geplaatst. De steunblaadjes zijn tot 1 cm lang en tot 0,4 cm breed. 
De bloemen groeien solitair of in paren in de bladoksels. Ze hangen aan 2,5-6 cm lage stelen. De rode, tot 3 cm lange kelk is in het knopstadium hartvormig en heeft later gevleugelde uiteinden.
De kroonbladeren zijn lichtgeel tot oranje en steken 1,5 cm ver uit de kelk. Midden in de bloem bevindt zich een 1,5 cm lange zuil met daarop vele, donkerpaarse meeldraden met gele helmknoppen. De vruchten zijn vijfdelige doosvruchten, waarvan de delen elk apart opengaan en twee tot zes zaden bevatten.

## Verspreiding
De soort komt van nature voor in een deel van Brazilië (Rio Grande do Sul), en is geïntroduceerd in andere delen van Zuid-Amerika.

## Gebruik
De plant wordt veel gebruikt als sierplant. De plant houdt van een zonnige standplaats met weinig wind. De ideale overwinteringstemparatuur is 5-10 °C.
Er zijn cultivars als 'Big Bell' en 'Kentische Belle'.

## Ecologie
In Brazilië  is de soort waardplant voor de tastermot Pectinophora gossypiella en voor het dikkopje Liborius areta.

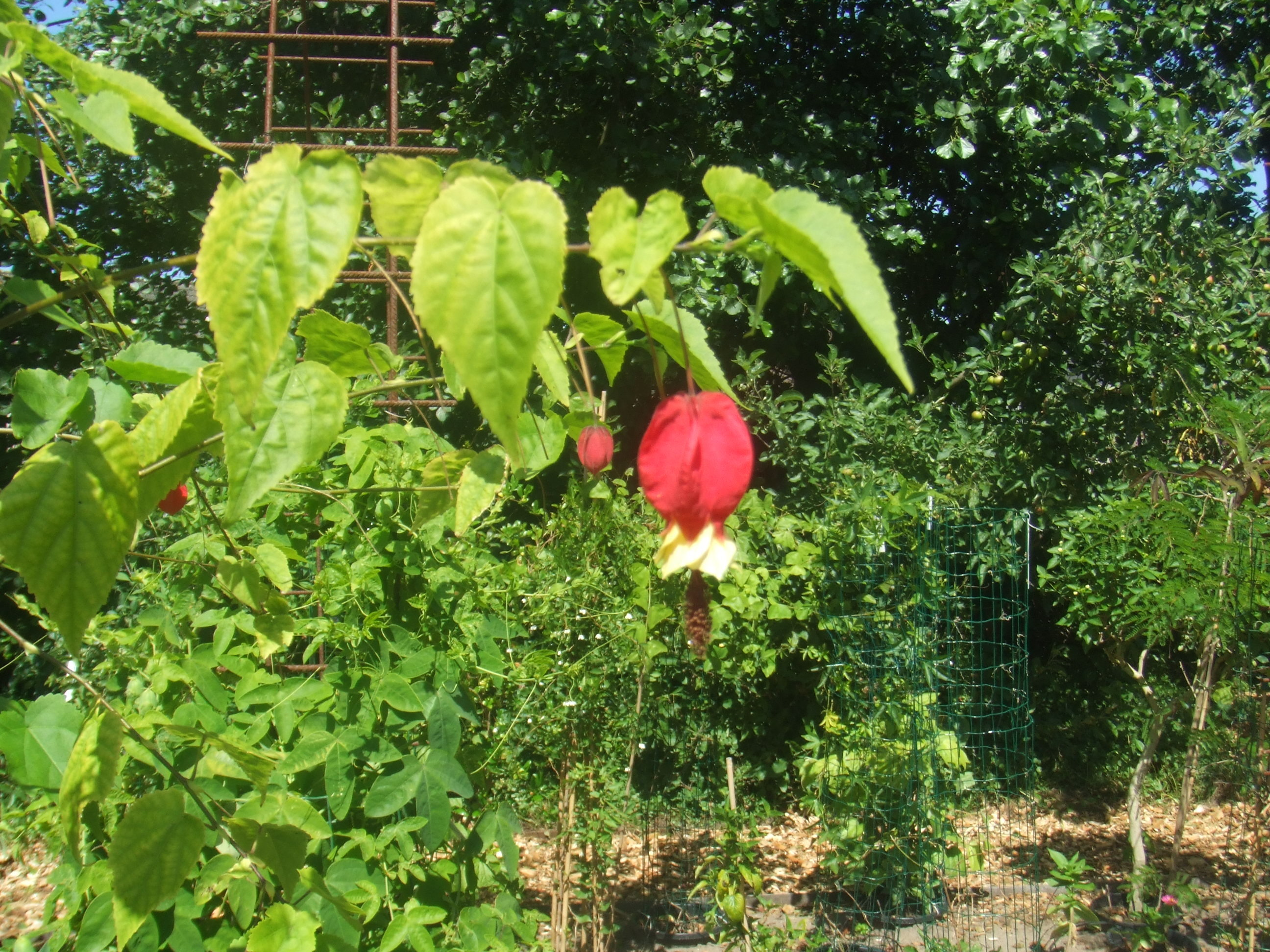
Belgische vlag in de Passiflorahoeve

... · 
Abelmoschus · 
Abroma · 
Abutilon · 
Acaulimalva · 
Acropogon · 
Akrosida · 
Allosidastrum · 
Allowissadula · 
Apeiba · 
Ayenia · 
Bakeridesia · 
Adansonia (Baobab) · 
Alcea · 
Althaea (Heemst) · 
Anisodontea · 
Anoda · 
Argyrodendron · 
Bastardia · 
Berrya · 
Bombax · 
Brachychiton · 
Brownlowia · 
Burretiodendron · 
Byttneria · 
Callirhoe · 
Carpodiptera · 
Cavanillesia · 
Ceiba · 
Chiranthodendron · 
(Chorisia) · 
Cola · 
Colona · 
Commersonia · 
Corchorus · 
Craigia · 
Cristaria · 
Cullenia · 
Diplodiscus · 
Dombeya · 
Duboscia · 
Durio · 
Entelea · 
Eremalche · 
Eriolaena · 
Eriotheca · 
Firmiana · 
Franciscodendron · 
Fremontodendron · 
Fuertesimalva · 
Glyphaea · 
Gossypium (Katoenplant) · 
Grewia · 
Guichenotia · 
Gynatrix · 
Gyranthera · 
Hampea · 
Hannafordia · 
Helicteres · 
Heliocarpus · 
Herissantia · 
Heritiera · 
Hermannia · 
Hibiscadelphus · 
Hibiscus · 
Hildegardia · 
Hoheria · 
Horsfordia · 
Howittia · 
Huberodendron · 
Iliamna · 
Keraudrenia · 
Kleinhovia · 
Kokia · 
Kosteletzkya · 
Kostermansia · 
Kydia · 
Lagunaria · 
Lasiopetalum · 
Lavatera · 
Lawrencia · 
Lebronnecia · 
Luehea · 
Lysiosepalum · 
Macrostelia · 
Malacothamnus · 
Malope · 
Malva (Kaasjeskruid) · 
Malvaviscus · 
Malvella · 
Matisia · 
Megistostegium · 
Melhania · 
Melochia · 
Microcos · 
Nayariophyton · 
Nesogordonia · 
Ochroma · 
Pachira · 
Palaua · 
Pavonia · 
Pentace · 
Pentaplaris · 
Phragmotheca · 
Phymosia · 
Pseudobombax · 
Pterospermum · 
Pterygota · 
Quararibea · 
Radyera · 
Reevesia · 
Rhodognaphalon · 
Robinsonella · 
Rulingia · 
Scaphium · 
Scaphopetalum · 
Schoutenia · 
Scleronema · 
Senra · 
Sida · 
Sidalcea · 
Sparrmannia · 
Sphaeralcea · 
Sterculia · 
Symphyochlamys · 
Talipariti · 
Theobroma · 
Thespesia · 
Thomasia · 
Tilia (Linde) · 
Triplochiton · 
Triumfetta · 
Trochetia · 
Trochetiopsis · 
Urena · 
Waltheria · 
Wercklea · 
Wissadula · 
...